# Light Table (software)
Light Table es un entorno de desarrollo integrado (por sus siglas en inglés IDE) para la ingeniería de software desarrollado por Chris Granger y Robert Attorri. Presenta una retroalimentación en tiempo real que permite la ejecución instantánea, depuración y acceso a la documentación. La retroalimentación instantánea proporciona un entorno de ejecución destinado ayudar a desarrollar con abstracción.
El equipo de desarrollo intentó crear un programa que mostrara al programador los efectos de sus adiciones en tiempo real, en lugar de exigirle que calculase los efectos mientras escribía código. Aunque el programa empezó por soportar sólo Clojure, desde entonces ha sido dirigido hacía Python y Javascript. Los desarrolladores afirman que el software puede reducir el tiempo de desarrollo hasta por 20%.
Fue financiado por una campaña en Kickstarter y posteriormente respaldado por Y Combinator. El cual tenía como objetivo recaudar $200 000 USD y finalizó recaudando $316 720 USD.